# Чхве Мин Сок
Чхве Мин Сок (кор. 최민석; род. 18 января 1979) — южнокорейский кёрлингист и тренер по кёрлингу.
Играл на позициях второго и первого.
В составе мужской сборной Республики Корея участник чемпионата мира 2003 и 2011, нескольких Тихоокеанско-Азиатских чемпионатов (чемпионы в 2002), зимних Азиатских игр 2003 (чемпионы), зимней Универсиады 2003.
В качестве тренера женской сборной Республики Корея участвовал в зимних Олимпийских играх 2014, нескольких чемпионатах мира и Тихоокеанско-Азиатских чемпионатах.

## Достижения
- Тихоокеанско-азиатский чемпионат по кёрлингу: золото (2002), бронза (2003).
- Зимние Азиатские игры: золото (2003).
- Зимние Универсиады: бронза (2003).

## Команды
| Сезон   | Четвёртый  | Третий       | Второй       | Первый       | Запасной                                   | Турниры                       |
| ------- | ---------- | ------------ | ------------ | ------------ | ------------------------------------------ | ----------------------------- |
| 2001—02 | Ли Дон Гон | Ким Су Хёк   | Чхве Мин Сок | Пак Чэ Чхоль | Hong Jun Pyo тренер: Глен Джексон          | ТАЧ 2001 (4 место)            |
| 2002—03 | Ли Дон Гон | Пак Чэ Чхоль | Ко Сын Ван   | Чхве Мин Сок | Ким Су Хёк тренер: Мелисса Солиго          | ТАЧ 2002                      |
| 2002—03 | Ли Дон Гон | Пак Чэ Чхоль | Ким Су Хёк   | Чхве Мин Сок | Ко Сын Ван тренер: Yang Young-Sun          | ЗУ 2003                       |
| 2002—03 | Ли Дон Гон | Ким Су Хёк   | Пак Чэ Чхоль | Чхве Мин Сок | Ко Сын Ван тренер: Элейн Дагг-Джексон (ЧМ) | ЗАИ 2003 · ЧМ 2003 (10 место) |
| 2003—04 | Ли Дон Гон | Пак Чэ Чхоль | Ко Сын Ван   | Чхве Мин Сок | Kim Hyun Chul тренер: Yang Young-Sun       | ТАЧ 2003                      |

(скипы выделены полужирным шрифтом)

## Результаты как тренера национальных сборных
| Год  | Турнир                                            | Команда                    | Место |
| ---- | ------------------------------------------------- | -------------------------- | ----- |
| 2008 | Тихоокеанско-азиатский чемпионат по кёрлингу 2008 | Республика Корея (женщины) | 2     |
| 2009 | Чемпионат мира по кёрлингу среди женщин 2009      | Республика Корея (женщины) | 10    |
| 2010 | Тихоокеанско-азиатский чемпионат по кёрлингу 2010 | Республика Корея (женщины) | 1     |
| 2011 | Чемпионат мира по кёрлингу среди женщин 2011      | Республика Корея (женщины) | 11    |
| 2011 | Тихоокеанско-азиатский чемпионат по кёрлингу 2011 | Республика Корея (женщины) | 2     |
| 2012 | Чемпионат мира по кёрлингу среди женщин 2012      | Республика Корея (женщины) | 4     |
| 2013 | Тихоокеанско-азиатский чемпионат по кёрлингу 2013 | Республика Корея (женщины) | 1     |
| 2013 | Зимняя Универсиада 2013                           | Республика Корея (женщины) | 2     |
| 2014 | Зимние Олимпийские игры 2014                      | Республика Корея (женщины) | 8     |
| 2014 | Чемпионат мира по кёрлингу среди женщин 2014      | Республика Корея (женщины) | 4     |